# レオパード (1990年のパチンコ機)
『レオパード』は、1990年7月にSANKYOが発売した、センター役物の両脇に戦車が配置されているパチンコ機のシリーズ名。
『レオパードI』と『レオパードⅡ』の2機種がある。

## 概要
特殊なチャッカーを搭載した羽根モノタイプ。役物内の左右に配置されている戦車の砲台と、上段ステージのプレートに変化を与える特殊な入賞口がある。この特殊な入賞口は「ACT」と書かれている入賞口で、ここに入賞すると役物内に変化が起きる。Ⅰは左右肩に配置されており、Ⅱは本来2チャッカーが配置されている箇所がACT入賞口となっている。Vゾーンの位置は、役物内の手前ではなく奥に配置されており、両サイドだけでなくVゾーン手前にもハズレ穴があるのが特徴である。

## スペック
- レオパードI
  - 賞球数 ALL13
  - 大当たり最高継続 8R
- レオパードⅡ
  - 賞球数 7&13
  - 大当たり最高継続 8R

## 演出
Ⅰは左右肩にあるACTに入賞すると、通常時は左右に動いている戦車の砲台が停止する。1チャッカーか2チャッカーに入賞すると停止していた砲台は動き始める。ⅡはACTに入賞すると戦車の砲台は中央で停止する。同時に役物内上段ステージのプレートも180度回転する。このプレートには穴があり、通常時は入りにくい形状だが、反転した場合は逆に入りやすくなる。Vゾーンのほぼ真上に穴があるので、ここを通過すると高確率でV入賞する。
Ⅱは左右のチャッカーに入賞すると0.45秒×2回羽根が開放する。